# Atherigona secrecauda
Atherigona secrecauda är en tvåvingeart som beskrevs av Seguy 1938. Atherigona secrecauda ingår i släktet Atherigona och familjen husflugor. Inga underarter finns listade i Catalogue of Life.